# Área micropolitana de Ottawa-Streator
El área micropolitana de Ottawa-Streator,  y oficialmente como Área Estadística Micropolitana de Ottawa-Streator, IL µSA  por la Oficina de Administración y Presupuesto, es un Área Estadística Micropolitana centrada en las ciudades de Ottawa y Streator en el estado estadounidense de Illinois. El área micropolitana tenía una población en el Censo de 2010 de 154.908 habitantes, convirtiéndola en la 10.º área metropolitana más poblada de los Estados Unidos. El área micropolitana de Ottawa-Streator comprende los condados de Bureau, LaSalle y Putnam, siendo Ottawa la ciudad más poblada.

## Composición del área micropolitana

### Lugares con más de 10,000 habitantes
- Ottawa (Principal ciudad)
- Streator (parcial; Principal ciudad)
- Peru (parcial; Principal ciudad)

### Lugares entre 5,000 a 10,000 habitantes
- LaSalle
- Mendota
- Princeton
- Spring Valley

### Lugares entre 1,000 a 5,000 habitantes
- De Pue
- Earlville
- Granville
- Ladd
- Marseilles
- Oglesby
- Seneca (parcial)
- Sheridan
- Walnut
- Wenona (parcial)
- Wyanet

### Lugares entre 500 a 1,000 habitantes
| - Buda - Cherry - Dalzell - Grand Ridge - Hennepin - La Moille - Leland | - Naplate - Neponset - North Utica - Ohio - Sheffield - Tiskilwa - Tonica |

### Lugares con menos de 500 habitantes
| - Arlington - Bureau Junction - Cedar Point - Dana - Dover - Hollowayville - Kangley - Leonore - Lostant - Magnolia - Malden - Manlius | - Mark - McNabb - Millington (parcial) - Mineral - New Bedford - Ransom - Rutland - Seatonville - Somonauk (parcial) - Standard - Troy Grove |